# Ubalá
Ubalá – miasto w Kolumbii, w departamencie Cundinamarca.